# Stylophora pistillata
A Stylophora pistillata a virágállatok (Anthozoa) osztályának kőkorallok (Scleractinia) rendjébe, ezen belül a Pocilloporidae családjába tartozó faj.
Nemének a típusfaja.

## Előfordulása
A Stylophora pistillata előfordulási területe az Indiai-óceán és a Csendes-óceán nyugati fele. A Vörös-tengertől Kelet-Afrika tengerpartjain keresztül a Dél-afrikai Köztársaságig, valamint keletre Madagaszkáron, Mauritiuson és más indiai-óceáni szigeteken keresztül, egészen Új-Zélandig található meg.

## Megjelenése
A kolóniáik ágacskái tompa végűek; főleg a sekély vízben élnek, de az egyre mélyebb vizekben az ágacskák elvékonyodnak. 30 méteres mélységben lapos lemezekké válnak. Ott ahol megtalálható, a Stylophora pistillata válik a helység domináns korallfajává. A korallpolipok, mészből épített 0,5-1,5 milliméteres átmérőjű csövecskébe húzódhatnak vissza. Színük általában egyszínű krém, rózsaszín, kék vagy zöld. Kizárólag éjszaka tevékenyek. A korallpolipok testében egysejtű algák élnek.
Ezen a virágállaton a következő evezőlábú rákok (Copepoda) élősködnek: Alteuthellopsis corallina, Asteropontius corallophilus, Asteropontius magnisetiger, Gascardama longisiphonata, Spaniomolgus crassus, Spaniomolgus geminus, Xarifia decorata, Xarifia dissona, Xarifia lissa és Xarifia obesa. A Xarifia-fajok a korall belsejébe is behatolnak.

## Képek

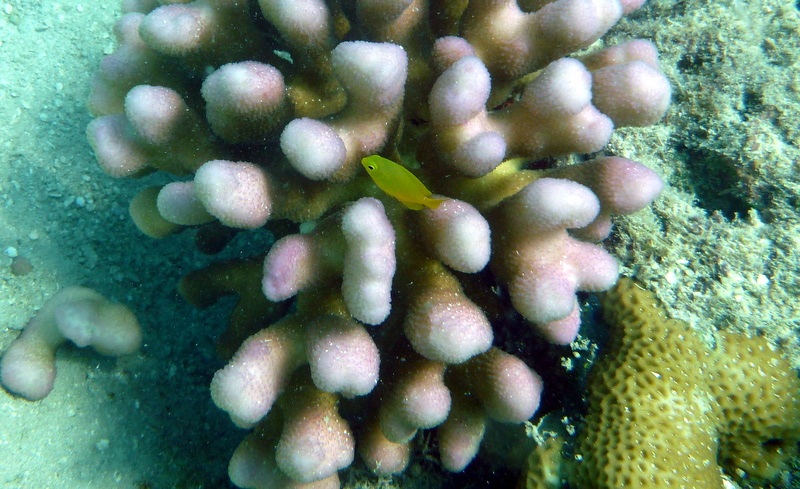
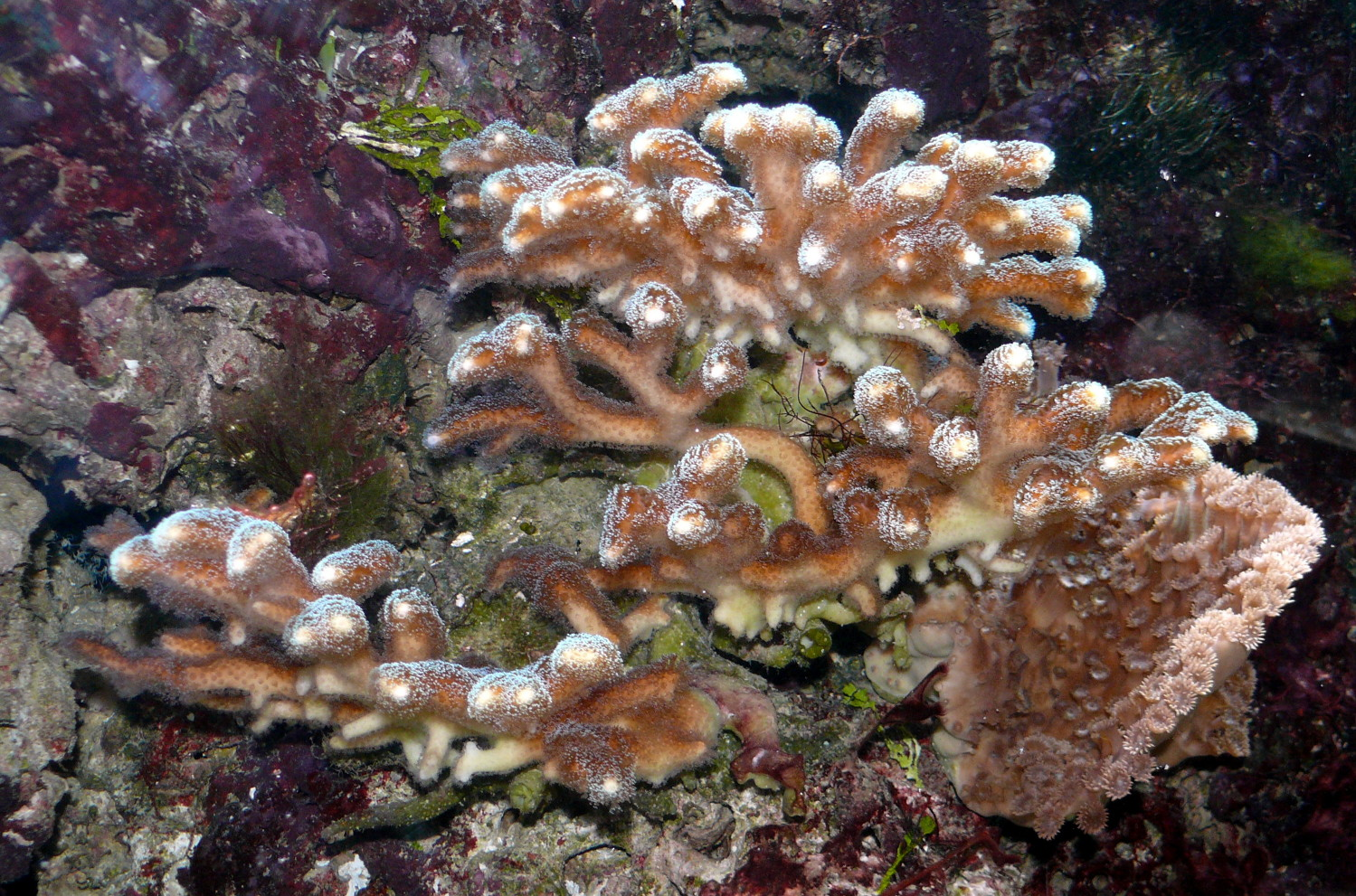
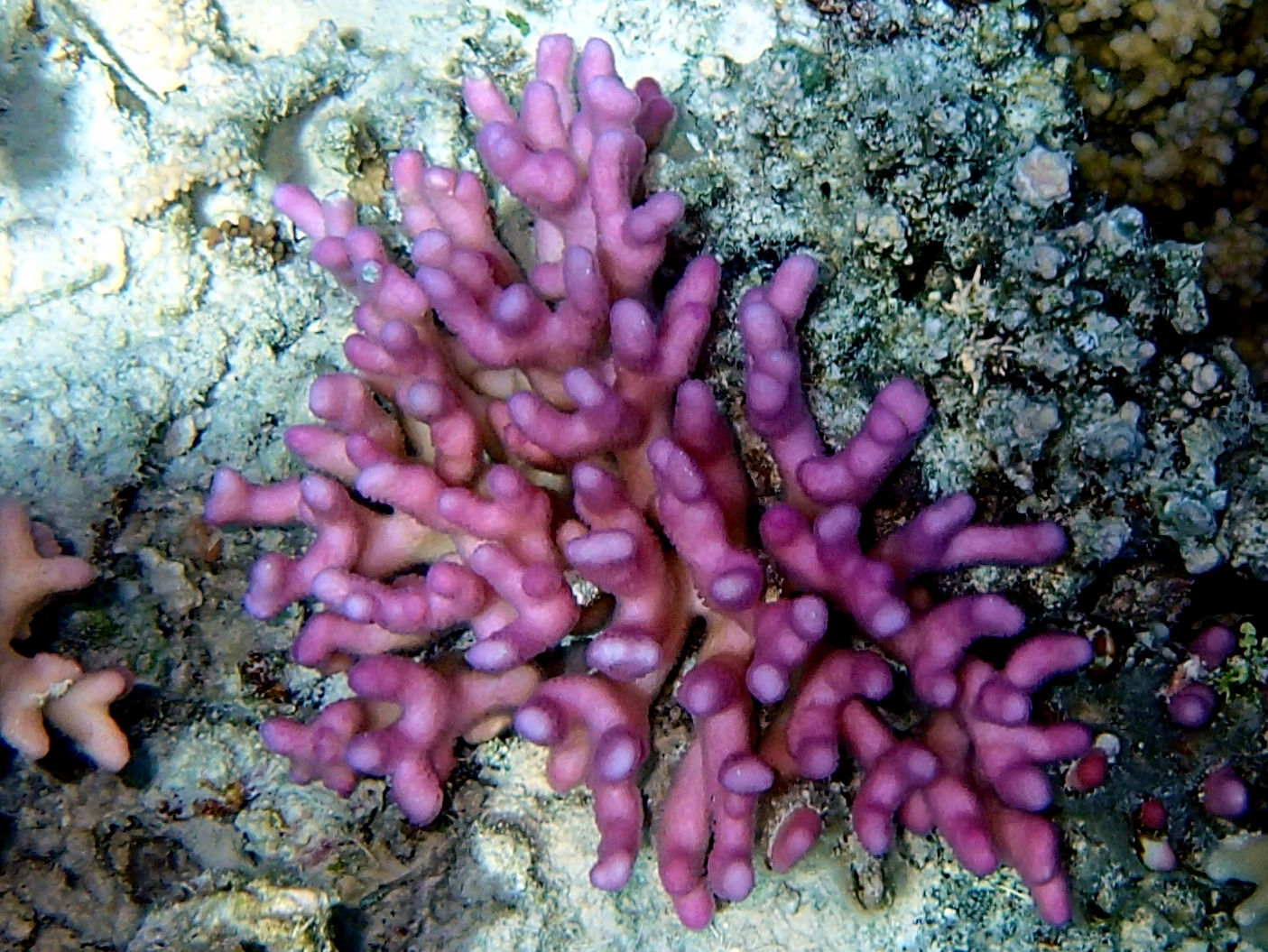